# Ehningsen
Ehningsen – wieś w gminie Welver w powiecie Soest, w kraju związkowym Nadrenia Północna-Westfalia, w rejencji Arnsberg.

## Demografia
Według spisu ludności z końca 2024 roku, w Ehningsen mieszkało 63 mieszkańców, z czego 31 to mężczyźni, a 32 kobiety.

## Geografia

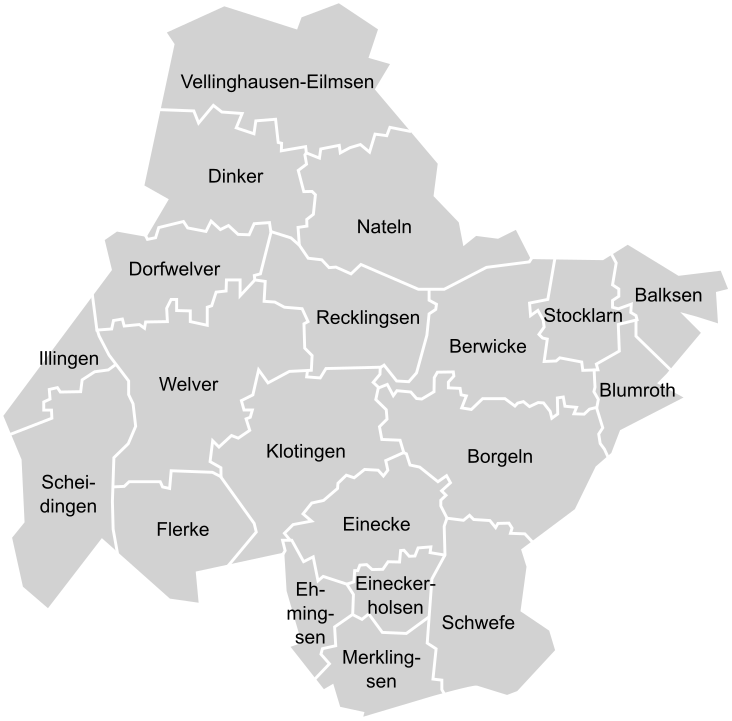
Dzielnice gminy Welver

Ehningsen mierzy powierzchnię 1,61 km².
Dzielnica leży w południowej części gminy i graniczy z trzema innymi dzielnicami: Einecke, Eineckerholsen i Merklingsen.

## Historia
Pierwsza wzmianka o Ehningsen pochodzi z 1297 roku. Za tamtych czasów wieś nazywała się Eghinchusen.

### Reorganizacja gmin
W ramach reorganizacji gmin 1 lipca 1969 roku Ehningsen wraz z 20 innymi miejscowościami stało się częścią nowej gminy Welver.

## Polityka
Burmistrzem Ehningsen jest Tim-Fabian Römer.